# La Niña de La Puebla
Dolores Jiménez Alcántara (La Puebla de Cazalla, Sevilla, 20 de julio de 1908- Málaga, 14 de junio de 1999), conocida artísticamente como La Niña de La Puebla, fue una artista española, reconocida como una de las más grandes cantaoras de flamenco y de copla andaluza. También trabajó como actriz.

## Biografía
Hija de Francisco Jiménez, un barbero aficionado al cante, Dolores Jiménez nació en La Puebla de Cazalla (Sevilla). Un colirio mal compuesto le hizo perder para siempre la vista en Morón de la Frontera. Con ocho años comenzó a recibir enseñanza especial y musical. Según sus propias declaraciones decidió dedicarse al cante profesional cuando oyó cantar al Niño de Marchena.[cita requerida] A los 20 años, acompañada de su guitarra, actuó en un festival en Morón de la Frontera (Sevilla). Su carrera se lanzó imparable.
Estuvo casada con otro notable cantaor, Luquitas de Marchena (Lucas Soto Martín, n. en Linares, 1913-1965). Con él grabó a dúo un disco. De este matrimonio nacieron otros dos conocidos artistas del folklore andaluz, Adelfa Soto y Pepe Soto, así como otros tres hijos: Dolores, María Jesús y Lucas. 
Su gran triunfo llegó antes de la guerra civil española (1936-1939), pero fue después cuando La Niña de la Puebla llevó a cabo una actividad artística casi frenética, en gira continua por toda España hasta los años setenta, representando cada año un espectáculo distinto: Ópera flamenca (1947), Pasan las coplas (1947), El sentir de la copla (1950), Toros y cante (1951), Noche de coplas (1953), Así canta Andalucía (1954), Herencia de arte (1955), Noche Flamenca (1963), Fantasía Flamenca (1970), etc.
A lo largo de toda su carrera profesional trabajó con figuras legendarias del arte flamenco: El Cojo de Huelva, Pepe Marchena, Manuel Vallejo, José Cepero, Juanito Valderrama, Niña de Antequera, Pepe Pinto, El Sevillano, Rafael Farina, El Carbonerillo, El Corruco de Algeciras, Manolo Sanlúcar, José Menese o Camarón de la Isla. En 1987, se retiró de las tablas tras actuar en la Cumbre Flamenca que se celebró en Madrid, pero reapareció en los escenarios en 1995 y ya no los dejó hasta que la muerte le sorprendió cuatro años después: su último espectáculo tuvo que terminarlo antes de tiempo por encontrarse mal. 
Una semana después de su fallecimiento por hemorragia cerebral iba a recibir la Medalla de Oro al Mérito de las Bellas Artes. Uno de sus hijos manifestó cuál era el mayor deseo de su madre: ser recordada por la colombiana «Serranía del Brasil», que cantaba junto a su marido, el también cantaor Luquitas de Marchena.
En Isla Redonda-La Aceñuela la cantaora da nombre a una de las calles de esta entidad local autónoma.
En Pedregalejo también tiene una calle con su nombre.

## Estilo
Siempre será recordada por el sabor popular que supo imprimir a todas sus interpretaciones, en especial en su versión de «Los campanilleros», más ligera y popular que la de Manuel Torre. De hecho fue elegida la canción más popular de 1952. Destacó en villancicos, tonadillas, fandangos, tarantas, sevillanas, granaínas, mirabrás, malagueñas y colombianas, pero también en palos solemnes, como la seguiriya o la soleá.